# Fernando Juárez
Fernando Ezequiel Juárez (Santiago del Estero; Argentina; 23 de agosto de 1998) es un futbolista argentino. Juega de centrocampista en el Platense de la Primera División de Argentina.

## Trayectoria

### Talleres
Llegó muy joven a la institución de Barrio Jardín; a los 12 años; desde aquel entonces Juárez vive en la ex pensión y actual Centro de Alto Rendimiento Talleres (CART), ubicado en el Espacio Quality. Tras su buen desempeño en la pretemporada de diciembre de 2015 y enero de 2016; Fernando obtuvo su merecido premio; firmar su primer contrato profesional con Talleres. Consiguió debutar con El Matador  el 12 de febrero de 2016 frente a Villa Dálmine por la Primera B Nacional; ingresó a los 39 minutos del segundo tiempo y el partido finalizó con victoria de Talleres 2 a 1 frente a Dálmine; el final del partido; el capitán Mauricio Caranta y Javier Velázquez se acercan y abrazan a Juárez para felicitarlo; el final del encuentro se vio envuelto de emoción por su debut oficial en el Albiazul. Logró salir campeón de la Primera B Nacional 2016 y fue convocado para jugar en la Selección Argentina Sub-20.
Con su equipo en primera prácticamente no fue convocado al primer equipo en la temporada 2016-17 ; sin embargo integró el plantel de la reserva, la cual consiguió el título de la categoría por primera vez en la historia de la institución.

### Audax Italiano
Para la temporada 2023, Juárez se incorporó al Audax Italiano de la Primera División de Chile.

## Selección nacional
Juárez fue citado a la selección sub-20 de Argentina.

## Estadísticas
Actualizado al último partido disputado el 8 de diciembre de 2022
| Club                       | Div.          | Temporada     | Liga  | Liga  | Copas nacionales | Copas nacionales | Copas internacionales | Copas internacionales | Total | Total |
| Club                       | Div.          | Temporada     | Part. | Goles | Part.            | Goles            | Part.                 | Goles                 | Part. | Goles |
| -------------------------- | ------------- | ------------- | ----- | ----- | ---------------- | ---------------- | --------------------- | --------------------- | ----- | ----- |
| Talleres Córdoba Argentina | 2.ª           | 2016          | 5     | 0     | 0                | 0                | —                     | —                     | 5     | 0     |
| Talleres Córdoba Argentina | 1.ª           | 2016-17       | 0     | 0     | 1                | 0                | —                     | —                     | 1     | 0     |
| Talleres Córdoba Argentina | 1.ª           | 2017-18       | 0     | 0     | 0                | 0                | —                     | —                     | 0     | 0     |
| Talleres Córdoba Argentina | 1.ª           | 2018-19       | 6     | 0     | 1                | 0                | 0                     | 0                     | 7     | 0     |
| Talleres Córdoba Argentina | 1.ª           | 2021          | 0     | 0     | 0                | 0                | —                     | —                     | 0     | 0     |
| Talleres Córdoba Argentina | 1.ª           | 2022          | 13    | 0     | 2                | 0                | 4                     | 0                     | 19    | 0     |
| Talleres Córdoba Argentina | Total club    | Total club    | 24    | 0     | 4                | 0                | 4                     | 0                     | 32    | 0     |
| Agropecuario Argentina     | 2.ª           | 2019-20       | 14    | 0     | —                | —                | —                     | —                     | 14    | 0     |
| Agropecuario Argentina     | 2.ª           | 2020-21       | 6     | 0     | —                | —                | —                     | —                     | 6     | 0     |
| Agropecuario Argentina     | 2.ª           | 2021          | 27    | 0     | —                | —                | —                     | —                     | 27    | 0     |
| Agropecuario Argentina     | Total club    | Total club    | 47    | 0     | 0                | 0                | 0                     | 0                     | 47    | 0     |
| Floriana Malta             | 1.ª           | 2022-23       | 7     | 0     | 1                | 0                | —                     | —                     | 8     | 0     |
| Floriana Malta             | Total club    | Total club    | 7     | 0     | 1                | 0                | 0                     | 0                     | 8     | 0     |
| Audax Italiano · Chile     | 1.ª           | 2023          | 0     | 0     | 0                | 0                | —                     | —                     | 0     | 0     |
| Audax Italiano · Chile     | Total club    | Total club    | 0     | 0     | 0                | 0                | 0                     | 0                     | 0     | 0     |
| Total carrera              | Total carrera | Total carrera | 78    | 0     | 5                | 0                | 4                     | 0                     | 87    | 0     |

## Palmarés

### Títulos nacionales
| Título             | Club                | País      | Año    |
| ------------------ | ------------------- | --------- | ------ |
| Primera B Nacional | Talleres de Córdoba | Argentina | 2016   |
| Primera División   | C. A. Platense      | Argentina | A-2025 |